# Eppishausen
Eppishausen è un comune tedesco di 1 846 abitanti, situato nel land della Baviera.